# وليام هايلي
وليام هايلي (بالإنجليزية: William Haile (Mississippi))‏ (و. 1797 – 1837 م) هو سياسي من الولايات المتحدة الأمريكية .
وهو عضو في الحزب الديمقراطي الأمريكي .